# Carlos Aguilera
Carlos Alberto Aguilera Nova (Montevideo, 1964. szeptember 21. – ) uruguayi válogatott labdarúgó.

## Pályafutása

### Klubcsapatban
1979 és 1980 között a River Plate Montevideóban játszott. 1980 és 1984 között a Nacional játékosa volt és egy alkalommal (1983) bajnoki címet szerzett. 1985-ben a kolumbiai Independiente Medellínt erősítette, 1986 és 1987 között pedig az argentin Racing Clubnál szerepelt. 1987 és 1988 között a mexikói Tecos UAG labdarúgója volt. 1988 és 1989 között a Peñarolban játszott. 1989-től 1992-ig Olaszországban a Genoa volt a csapata. 1992 és 1994 között a Torino játékosaként 37 mérkőzésen lépett pályára és 1993-ban megnyerte az olasz kupát. 1994-től 1999-ig a Peñarol tagjaként öt bajnoki címet (1994, 1995, 1996, 1997, 1999) szerzett.    

### A válogatottban
1982 és 1997 között 64 alkalommal szerepelt az uruguayi válogatottban és 22 gólt szerzett. Tagja volt az 1983-as Copa Américán győztes és az 1989-es Copa Américán ezüstérmes válogatott keretének, valamint részt vett és az 1986-os és az 1990-es világbajnokságon.

## Sikerei
Nacional
- Copa Libertadores (1): 1980
- Uruguayi bajnok (1): 1983

Peñarol
- Uruguayi bajnok (5): 1994, 1995, 1996, 1997, 1999

Torino FC
- Olasz kupagyőztes (1): 1992–93

Uruguay
- Copa América győztes (1): 1983
- Copa América ezüstérmes (1): 1989